# Liste der Bodendenkmäler in Rottach-Egern
Auf dieser Seite sind die Bodendenkmäler in der oberbayerischen Gemeinde Rottach-Egern zusammengestellt. Diese Tabelle ist eine Teilliste der Liste der Bodendenkmäler in Bayern. Grundlage ist die Bayerische Denkmalliste, die auf Basis des Bayerischen Denkmalschutzgesetzes vom 1. Oktober 1973 erstmals erstellt wurde und seither durch das Bayerische Landesamt für Denkmalpflege geführt wird. Die folgenden Angaben ersetzen nicht die rechtsverbindliche Auskunft der Denkmalschutzbehörde.

## Bodendenkmäler der Gemeinde Rottach-Egern

### Bodendenkmäler in der Gemarkung Rottach-Egern
| Lage                     | Objekt | Akten-Nr.     | Bild |
| ------------------------ | --- | ------------- | ---- |
| Rottach-Egern (Standort) | Felsinschriften der römischen Kaiserzeit. | D-1-8336-0001 |      |
| Rottach-Egern (Standort) | Untertägige mittelalterliche und frühneuzeitliche Befunde im Bereich der Katholischen Pfarrkirche St. Laurentius in Rottach-Egern und ihrer Vorgängerbauten. Siehe auch: St. Laurentius (Egern) | D-1-8336-0018 |      |